# Maculinea naruena
Maculinea naruena är en fjärilsart som beskrevs av Courvoisier 1911. Maculinea naruena ingår i släktet Maculinea och familjen juvelvingar. Inga underarter finns listade i Catalogue of Life.